# Notacanthus
Notacanthus – rodzaj ryb promieniopłetwych z rodziny łuskaczowatych (Notacanthidae).

## Rozmieszczenie geograficzne
Do rodzaju należą gatunki występujące w wodach Oceanu Arktycznego, Oceanu Atlantyckiego, Oceanu Indyjskiego i Oceanu Spokojnego.

## Morfologia
Długość ciała do 120 cm.

## Systematyka
Rodzaj zdefiniował w 1788 roku niemiecki przyrodnik Marcus Elieser Bloch w artykule poświęconym dwóm nowym gatunkom ryb opublikowanym w czasopiśmie Abhandlungen der Böhmischen Gesellschaft der Wissenschaften. Gatunkiem typowym jest (oznaczenie monotypowe) łuskacz (N. chemnitzii).

### Etymologia
- Notacanthus (Notacanthum): gr. νωτον nōton ‘tył, grzbiet’; ακανθα akantha „cierń, kolec”, od ακη akē ‘punkt’[9].
- Kampylodon (Campylodon): gr. καμπυλος kampulos ‘zgięty’, od καμπτω kamptō ‘zginać’[10]; οδους odous, οδοντος odontos ‘ząb’[11]. Gatunek typowy (późniejsze oznaczenie): Campylodon fabricii Reinhardt, 1837 (= Notacanthus chemnitzii Bloch, 1788)[7].
- Acanthonotus: gr. ακανθα akantha „cierń, kolec”, od ακη akē ‘punkt’[12]; -νωτος -nōtos ‘-tyły, -grzbiety’, od νωτον nōton ‘tył, grzbiet’[13]. Gatunek typowy (oznaczenie monotypowe): Notacanthus nasus Bloch, 1795 (= Notacanthus chemnitzii Bloch, 1788).
- Gigliolia: Enrico Hillyer Giglioli (1845–1909), włoski zoolog[6]. Gatunek typowy (oznaczenie monotypowe): Gigliolia moseleyi Goode & Bean, 1895 (= Notacanthus sexspinis Richardson, 1846).

### Podział systematyczny
Do rodzaju należą następujące gatunki:
- Notacanthus abbotti Fowler, 1934
- Notacanthus arrontei Bañón, Barros-García, Baldó, Cojan & Carlos, 2024
- Notacanthus bonaparte Risso, 1840
- Notacanthus chemnitzii Bloch, 1788 – łuskacz[14]
- Notacanthus indicus Lloyd, 1909
- Notacanthus sexspinis Richardson, 1846
- Notacanthus spinosus Garman, 1899